# Silene pubicalyx
Silene pubicalyx är en nejlikväxtart som beskrevs av O.N. Bondarenko och Vvedenskil. Silene pubicalyx ingår i släktet glimmar, och familjen nejlikväxter. Inga underarter finns listade i Catalogue of Life.